# Kiss György (amatőrcsillagász)
Kiss György (Nagyszénás, 1923. február 2. – Nagyszénás, 2000. augusztus 19.) amatőrcsillagász, fotográfus, amatőr költő, író, lokálpatrióta, a Kiss György Csillagda alapítója és első vezetője.

## Élete
1923-ban született szegény, ötgyermekes családba az alföldi Nagyszénáson. Gyermekkorát a dombegyházi tanyavilágban töltötte, itt ismerkedett meg az égbolt csodáival. Elemi első osztályos tanulmányait Orosházán végezte, közben szülei elköltöztek az istvánhegyesi gazdaságba. Nagyanyjánál nevelkedett. A második tanévét már tanyasi iskolában kezdte. Harmadikos korára beköltöztek a községbe, tanulmányait ott fejezte be. 
Ifjúkorában már cselédként dolgozott, majd behívták katonának. Európa sok részén megfordult, köztük Minszk, Berlin vagy épp Varsó városokban.
Külföldről hazatérve telefon-vonalépítőként helyezkedett el, megnősült és felépítette családi házát. 
Apósa élesztette fel benne újra az égbolt iránti szenvedélyét. Az ő biztatására építette fel első távcsövét az Élet és Tudomány, illetve Kulin György cikkeinek segítségével. Eljárt találkozókra, megismerkedett Kulin Györggyel, akivel később mély barátságot alakított ki. Ebből a barátságból fakadóan létesült a Czabán Művelődési Ház Csillagdája, illetve annak főműszere, a 300 mm-es tükrös távcső.
Képesítést igazoló bizonyítványait a T.I.T. Csillagászati és Űrkutatási Országos Választmánya által szervezett vizsgákon szerezte meg, kitűnő eredménnyel. Békéscsabán kapott szakkörvezetői képesítést.
A Mira Csillagászati Szakkör megalapítása után a megye több helységében tartott előadásokat, mint például Gádoroson, Csorváson, Tótkomlóson, Pusztaföldváron és Békéssámsonban.
Kétszer kapta meg a Szocialista Kultúráért kitüntetést.
Felesége halála után bevonult a helyi szociális otthonba. Élete vége felé ápolásra szorult, súlyos cukorbetegsége miatt. Még készült az augusztus 20-i ünnepségre, de váratlanul, 2000. augusztus 19-én elhunyt.

## Munkássága
- Ő alapította az első Idősek Klubját
- Ő alapította a Mira Csillagászati Szakkört
- Szakköröseit az ország sok részére vitte kirándulni
- A klubtagokat szintén
- Nagyszénás krónikása volt,  fényképészként megörökített sok érdekes eseményt a község történetéből
- Verseket, elbeszéléseket írt

## Művei
- Kiss György versei, elbeszélései. Válogatás. Nagyszénás, 2001. Szerk.: Kulcsár Lászlóné és ifj. Kulcsár László (Amatőr verselők Nagyszénáson 3.)
- „Hódolója vagyok világegyetemnek...” Kiss György összegyűjtött munkái. Nagyszénás, 2023. Mira Csillagászati Egyesület ISBN 9786150189260

## Emlékezete

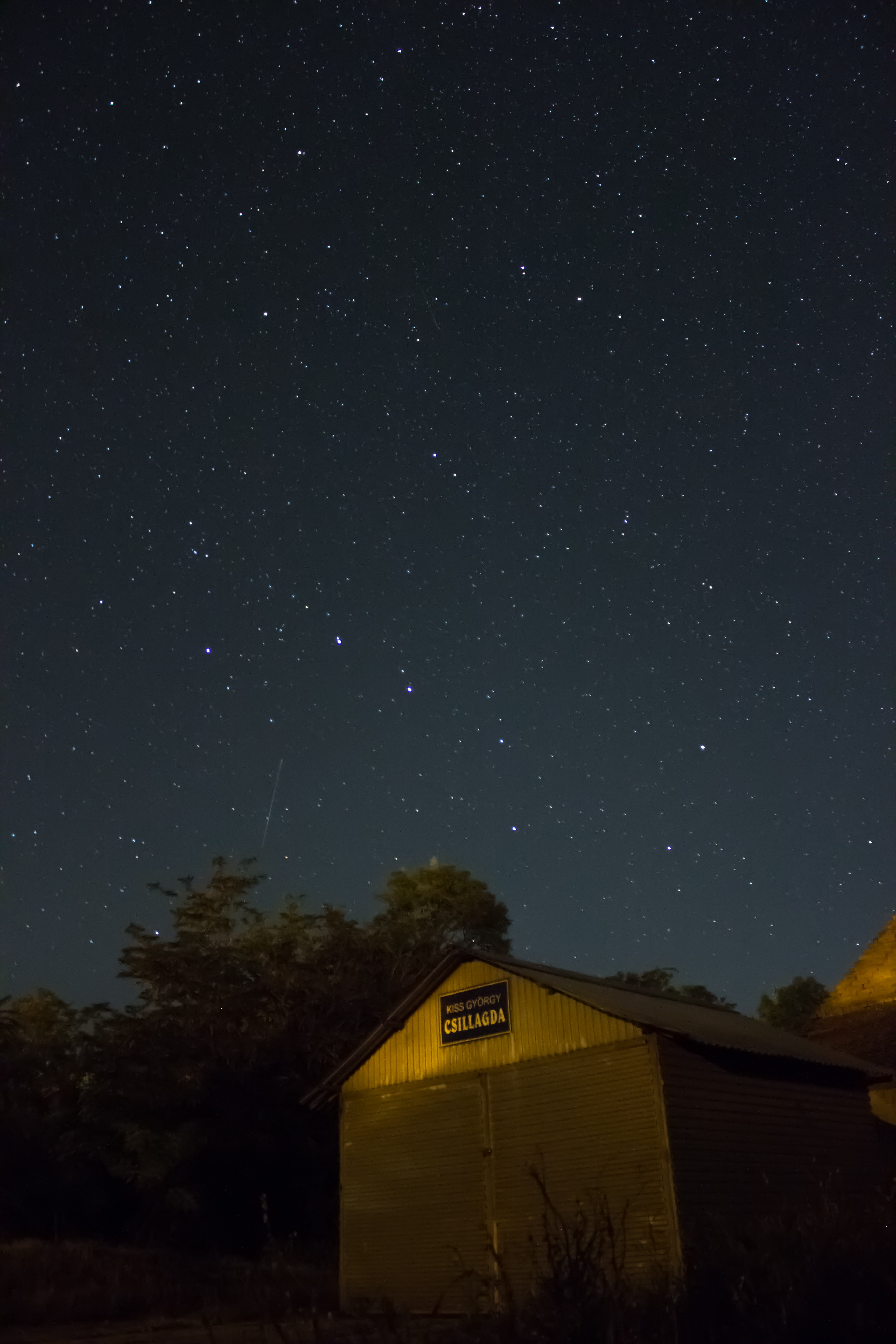
A Kiss György Csillagda

- 2004-ben vette fel nevét a Kiss György Csillagda
- 2023-ban születésének századik évfordulója alkalmából a Mira Csillagászati Egyesület Kiss György 100 emlékévet hirdetett Nagyszénáson, melynek keretén belül többek között emléktábla-avatással, kiállításokkal és egy ösztöndíj alapításával emlékeztek meg alapítójukról.[1]
- Ugyanebben az évben posztumusz kapta meg a Nagyszénás Nagyközség Díszpolgára kitüntető címet.[2]

## Kapcsolódó lapok
- Kiss György Csillagda
- Magyar csillagászok listája